# Kdo přežije
Kdo přežije (anglicky Survivor) je americká reality show stanice CBS, která na jaře 2025 odvysílala již 48. řadu. Vítěz získá finanční odměnu 1 000 000 dolarů (ve čtyřicáté sérii Survivor: Winners at War 2 000 000 dolarů). Soutěž je založena na formátu Survivor.
V roce 2004 byly uvedeny první čtyři řady U.S. série na TV Nova. Další řady byly od roku 2009 v ČR vysílány na Prima Cool. Prima odvysílala nejprve řady 1–22 a v roce 2016 zakoupila i 23.–28. sérii. Od 23. ledna 2017 se na Prima Cool vysílala 23. řada s podtitulem Jižní Pacifik. 14. února začala 24. série s podtitulem Jeden svět. Téhož jara Prima odvysílala i 25. až 28. sérii. Od 1. června 2024 byla na Voyo uvedena 43. řada.

## Pravidla soutěže
Soutěžící mají za úkol přežít 39 dní, (s výjimkou druhé série, Kdo přežije: Austrálie, ta má dní 42) s málem vody a jídla, přístřešek si musí postavit, oheň rozdělat. Potravu většinou soutěžící dostanou za odměnu, po vyhrané soutěži. Také se hraje o imunitu, chránící před vyloučením na kmenové radě, která se koná většinou každé tři dny a soutěžící na ní vyloučí vždy jednoho spoluhráče ze svého kmene.

### Kmeny
Na odlehlém místě, většinou na tropickém ostrově, je vysazeno od šestnácti do dvaceti lidí, kteří se vzájemně neznají (výjimkou jsou hvězdné série a některé návraty populárních hráčů). Ti jsou rozděleni do dvou až čtyř kmenů – způsob dělení do kmenů je různý, ve většině sérií jsou v jednom kmeni společně jak starší, tak mladší soutěžící, v některých řadách však bylo použito rozdělení podle pohlaví, věku či národnostního původu. Každý kmen má svůj vlastní originální název a svou barvu, jako rozlišovací prvek soutěžící používají šátky „Buff“ v kmenové barvě. V sériích dochází k přesunům soutěžících mezi kmeny, v určité fázi hry se kmeny sloučí v jeden.

## Přehled řad
| No. | Podnázev                        | Lokace                                                | Původní kmeny | Poslední přeživší       | Druhý                                     | Druhý                                     | Hlasování |
| --- | ------------------------------- | ----------------------------------------------------- | --- | ----------------------- | ----------------------------------------- | ----------------------------------------- | --------- |
| 1   | Borneo                          | Malajsie, Pulau Tiga, Sabah                           | Dva kmeny po osmi nových trosečnících                                                                                              | Richard Hatch           | Kelly Wiglesworth                         | Kelly Wiglesworth                         | 4–3       |
| 2   | Austrálie                       | Austrálie, Herbert River v Goshen Station, Queensland | Dva kmeny po osmi nových trosečnících                                                                                              | Tina Wesson             | Colby Donaldson                           | Colby Donaldson                           | 4–3       |
| 3   | Afrika                          | Keňa, Národní rezervace Shaba                         | Dva kmeny po osmi nových trosečnících                                                                                              | Ethan Zohn              | Kim Johnson                               | Kim Johnson                               | 5–2       |
| 4   | Markézy                         | Francouzská Polynésie, Nuku Hiva, Markézy             | Dva kmeny po osmi nových trosečnících                                                                                              | Vecepia Towery          | Neleh Dennis                              | Neleh Dennis                              | 4–3       |
| 5   | Thajsko                         | Thajsko, Ko Tarutao                                   | Dva kmeny po osmi nových trosečnících, vybrané dvěma nejstaršími soutěžícími                                                       | Brian Heidik            | Clay Jordan                               | Clay Jordan                               | 4–3       |
| 6   | Amazonie                        | Brazílie, Rio Negro, Amazonas                         | Dva kmeny po osmi nových trosečnících rozdělených podle pohlaví                                                                    | Jenna Morasca           | Matthew Von Ertfelda                      | Matthew Von Ertfelda                      | 6–1       |
| 7   | Perlové ostrovy                 | Panama, Perlové souostroví                            | Dva kmeny po osmi nových trosečnících                                                                                              | Sandra Diaz-Twine       | Lillian Morris                            | Lillian Morris                            | 6–1       |
| 8   | Návrat hvězd                    | Panama, Perlové souostroví                            | Tři kmeny po šesti navrátilcích | Amber Brkich            | Rob Mariano                               | Rob Mariano                               | 4–3       |
| 9   | Vanuatu                         | Vanuatu, Efate                                        | Dva kmeny po devíti nových trosečnících rozdělených podle pohlaví                                                                  | Chris Daugherty         | Twila Tanner                              | Twila Tanner                              | 5–2       |
| 10  | Palau                           | Palau, Koror                                          | Postupné vybírání dvou kmenů po devíti nových trosečnících, dva trosečníci bez kmene eliminováni                                   | Tom Westman             | Katie Gallagher                           | Katie Gallagher                           | 6–1       |
| 11  | Guatemala                       | Guatemala, Národní park Yaxhá-Nakúm-Naranjo, Petén    | Dva kmeny po devíti trosečnících včetně dvou navrátilců                                                                            | Danni Boatwright        | Stephenie LaGrossa                        | Stephenie LaGrossa                        | 6–1       |
| 12  | Panama                          | Panama, Perlové souostroví                            | Čtyři kmeny po čtyřech nových trosečnících rozdělených podle věku a pohlaví                                                        | Aras Baskauskas         | Danielle DiLorenzo                        | Danielle DiLorenzo                        | 5–2       |
| 13  | Cookovy ostrovy                 | Cookovy ostrovy, Aitutaki                             | Čtyři kmeny po pěti nových trosečnících rozdělených podle etnicity: Afroameričani, Hispánci, Asiaté a Europoidní                   | Yul Kwon                | Ozzy Lusth                                | Becky Lee                                 | 5–4–0     |
| 14  | Fidži                           | Fidži, Macuata                                        | Dva kmeny po devíti nových trosečnících, rozdělených jedním trosečníkem, který nahradil prvního vyloučeného trosečníka             | Earl Cole               | Cassandra Franklin & Andria "Dreamz" Herd | Cassandra Franklin & Andria "Dreamz" Herd | 9–0–0     |
| 15  | Čína                            | Čína, Mount Lu West Sea, Ťiou-ťiang                   | Dva kmeny po osmi nových trosečnících                                                                                              | Todd Herzog             | Courtney Yates                            | Amanda Kimmel                             | 4–2–1     |
| 16  | Mikronésie                      | Palau, Koror                                          | Dva kmeny po deseti trosečnících: noví trosečníci proti navrátilcům                                                                | Parvati Shallow         | Amanda Kimmel                             | Amanda Kimmel                             | 5–3       |
| 17  | Gabon                           | Gabon, Prezidentská rezervace Wonga-Wongue, Estuaire  | Postupné vybírání dvou kmenů po devíti nových trosečnících, dva nejstarší trosečníci začínají                                      | Robert "Bob" Crowley    | Susie Smith                               | Jessica "Sugar" Kiper                     | 4–3–0     |
| 18  | Tocantins                       | Brazílie, Jalapão, Tocantins                          | Dva kmeny po osmi nových trosečnících                                                                                              | James "J.T." Thomas Jr. | Stephen Fishbach                          | Stephen Fishbach                          | 7–0       |
| 19  | Samoa                           | Samoa, Upolu                                          | Dva kmeny po deseti nových trosečnících                                                                                            | Natalie White           | Russell Hantz                             | Mick Trimming                             | 7–2–0     |
| 20  | Hrdinové proti padouchům        | Samoa, Upolu                                          | Dva kmeny po deseti navrátilcích rozdělených podle reputace: "Hrdinové" vs. "Padouši"                                              | Sandra Diaz-Twine       | Parvati Shallow                           | Russell Hantz                             | 6–3–0     |
| 21  | Nikaragua                       | Nikaragua, San Juan del Sur                           | Dva kmeny po deseti nových trosečnících rozdělených podle věku                                                                     | Jud "Fabio" Birza       | Chase Rice                                | Matthew "Sash" Lenahan                    | 5–4–0     |
| 22  | Ostrov vykoupení                | Nikaragua, San Juan del Sur                           | Dva kmeny po devíti trosečnících včetně dvou navrátilců                                                                            | Rob Mariano             | Phillip Sheppard                          | Natalie Tenerelli                         | 8–1–0     |
| 23  | Jižní Pacifik                   | Samoa, Upolu                                          | Dva kmeny po devíti trosečnících včetně dvou navrátilců                                                                            | Sophie Clarke           | Benjamin "Coach" Wade                     | Albert Destrade                           | 6–3–0     |
| 24  | Jeden svět                      | Samoa, Upolu                                          | Dva kmeny po devíti nových trosečnících rozdělených podle pohlaví, všichni žijí na jedné pláži                                     | Kim Spradlin            | Sabrina Thompson                          | Chelsea Meissner                          | 7–2–0     |
| 25  | Filipíny                        | Filipíny, Caramoan, Camarines Sur                     | Tři kmeny po šesti trosečnících včetně tří navrátilců, kteří byli evakuováni v minulých řadách                                     | Denise Stapley          | Lisa Whelchel & Michael Skupin            | Lisa Whelchel & Michael Skupin            | 6–1–1     |
| 26  | Caramoan                        | Filipíny, Caramoan, Camarines Sur                     | Dva kmeny po deseti trosečnících: noví trosečníci proti navrátilcům                                                                | John Cochran            | Dawn Meehan & Sherri Biethman             | Dawn Meehan & Sherri Biethman             | 8–0–0     |
| 27  | Krev není voda                  | Filipíny, Palaui, Cagayan                             | Dva kmeny po deseti trosečnících: navrátilci proti svým blízkým                                                                    | Tyson Apostol           | Monica Culpepper                          | Gervase Peterson                          | 7–1–0     |
| 28  | Cagayan                         | Filipíny, Palaui, Cagayan                             | Tři kmeny po šesti nových trosečnících rozdělených podle primárních atributů: "Síla" vs. "Chytrost" vs. "Krása"                    | Tony Vlachos            | Yung "Woo" Hwang                          | Yung "Woo" Hwang                          | 8–1       |
| 29  | San Juan del Sur                | Nikaragua, San Juan del Sur                           | Devět párů nových trosečníků s existujícím vztahem rozdělených do dvou kmenů po devíti                                             | Natalie Anderson        | Jaclyn Schultz                            | Missy Payne                               | 5–2–1     |
| 30  | Worlds Apart                    | Nikaragua, San Juan del Sur                           | Tři kmeny po šesti nových trosečnících rozdělených podle sociální třídy: "Střední třída" vs. "Dělnická třída" vs. "Umělecká třída" | Mike Holloway           | Carolyn Rivera & Will Sims II             | Carolyn Rivera & Will Sims II             | 6–1–1     |
| 31  | Cambodia                        | Kambodža, Koh Rong                                    | Dva kmeny po deseti navrátilcích, kteří hráli pouze jednou, nevyhráli a byli vybráni ve veřejném hlasování                         | Jeremy Collins          | Spencer Bledsoe & Tasha Fox               | Spencer Bledsoe & Tasha Fox               | 10–0–0    |
| 32  | Kaôh Rōng                       | Kambodža, Koh Rong                                    | Tři kmeny po šesti nových trosečnících rozdělených podle primárních atributů: "Síla" vs. "Mozek" vs. "Krása"                       | Michele Fitzgerald      | Aubry Bracco                              | Tai Trang                                 | 5–2–0     |
| 33  | Millennials vs. Gen X           | Fidži, Souostroví Mamanuca                            | Dva kmeny po deseti nových trosečnících rozdělených podle generace: "Mileniálové" vs. "Gen X"                                      | Adam Klein              | Hannah Shapiro & Ken McNickle             | Hannah Shapiro & Ken McNickle             | 10–0–0    |
| 34  | Game Changers                   | Fidži, Souostroví Mamanuca                            | Dva kmeny po deseti navrátilcích                                                                                                   | Sarah Lacina            | Brad Culpepper                            | Troy "Troyzan" Robertson                  | 7–3–0     |
| 35  | Heroes vs. Healers vs. Hustlers | Fidži, Souostroví Mamanuca                            | Tři kmeny po šesti nových trosečnících rozdělených podle dominantní vnímané vlastnosti: "Hrdinové" vs. "Léčitelé" vs. "Podvodníci" | Ben Driebergen          | Chrissy Hofbeck                           | Ryan Ulrich                               | 5–2–1     |
| 36  | Ghost Island                    | Fidži, Souostroví Mamanuca                            | Dva kmeny po deseti nových trosečnících                                                                                            | Wendell Holland         | Domenick Abbate                           | Laurel Johnson                            | 5–5–0 1–0 |
| 37  | David vs. Goliath               | Fidži, Souostroví Mamanuca                            | Dva kmeny po deseti nových trosečnících rozdělených podle nepřízně osudu: "David" (outsideři) vs. "Goliáš" (přeborníci)            | Nick Wilson             | Mike White                                | Angelina Keeley                           | 7–3–0     |
| 38  | Edge of Extinction              | Fidži, Souostroví Mamanuca                            | Dva kmeny po devíti trosečnících včetně čtyř navrátilců                                                                            | Chris Underwood         | Gavin Whitson                             | Julie Rosenberg                           | 9–4–0     |
| 39  | Island of the Idols             | Fidži, Souostroví Mamanuca                            | Dva kmeny po deseti nových trosečnících. Minulí vítězové Rob Mariano a Sandra Diaz-Twine se objevili jako nehrající mentoři.       | Tommy Sheehan           | Dean Kowalski                             | Noura Salman                              | 8–2–0     |
| 40  | Winners at War                  | Fidži, Souostroví Mamanuca                            | Dva kmeny po deseti předchozích vítězích                                                                                           | Tony Vlachos            | Natalie Anderson                          | Michele Fitzgerald                        | 12–4–0    |
| 41  | —                               | Fidži, Souostroví Mamanuca                            | Tři kmeny po šesti nových trosečnících                                                                                             | Erika Casupanan         | Deshawn Radden                            | Xander Hastings                           | 7–1–0     |
| 42  | —                               | Fidži, Souostroví Mamanuca                            | Tři kmeny po šesti nových trosečnících                                                                                             | Maryanne Oketch         | Mike Turner                               | Romeo Escobar                             | 7–1–0     |
| 43  | —                               | Fidži, Souostroví Mamanuca                            | Tři kmeny po šesti nových trosečnících                                                                                             | Mike Gabler             | Cassidy Clark                             | Owen Knight                               | 7–1–0     |
| 44  | —                               | Fidži, Souostroví Mamanuca                            | Tři kmeny po šesti nových trosečnících                                                                                             | Yamil "Yam Yam" Arocho  | Heidi Lagares-Greenblatt                  | Carolyn Wiger                             | 7–1–0     |
| 45  | —                               | Fidži, Souostroví Mamanuca                            | Tři kmeny po šesti trosečnících, včetně jednoho navrátilce, který byl evakuován v předchozí řadě                                   | Dee Valladares          | Austin Li Coon                            | Jake O'Kane                               | 5–3–0     |
| 46  | —                               | Fidži, Souostroví Mamanuca                            | Tři kmeny po šesti nových trosečnících                                                                                             | Kenzie Petty            | Charlie Davis                             | Ben Katzman                               | 5–3–0     |
| 47  | —                               | Fidži, Souostroví Mamanuca                            | Tři kmeny po šesti nových trosečnících                                                                                             | Rachel LaMont           | Sam Phalen                                | Sue Smey                                  | 7–1–0     |
| 48  | —                               | Fidži, Souostroví Mamanuca                            | Tři kmeny po šesti nových trosečnících                                                                                             |                         |                                           |                                           |           |
| 49  | —                               | Fidži, Souostroví Mamanuca                            | |                         |                                           |                                           |           |
| 50  | —                               | Fidži, Souostroví Mamanuca                            | |                         |                                           |                                           |           |

## Lokace natáčení

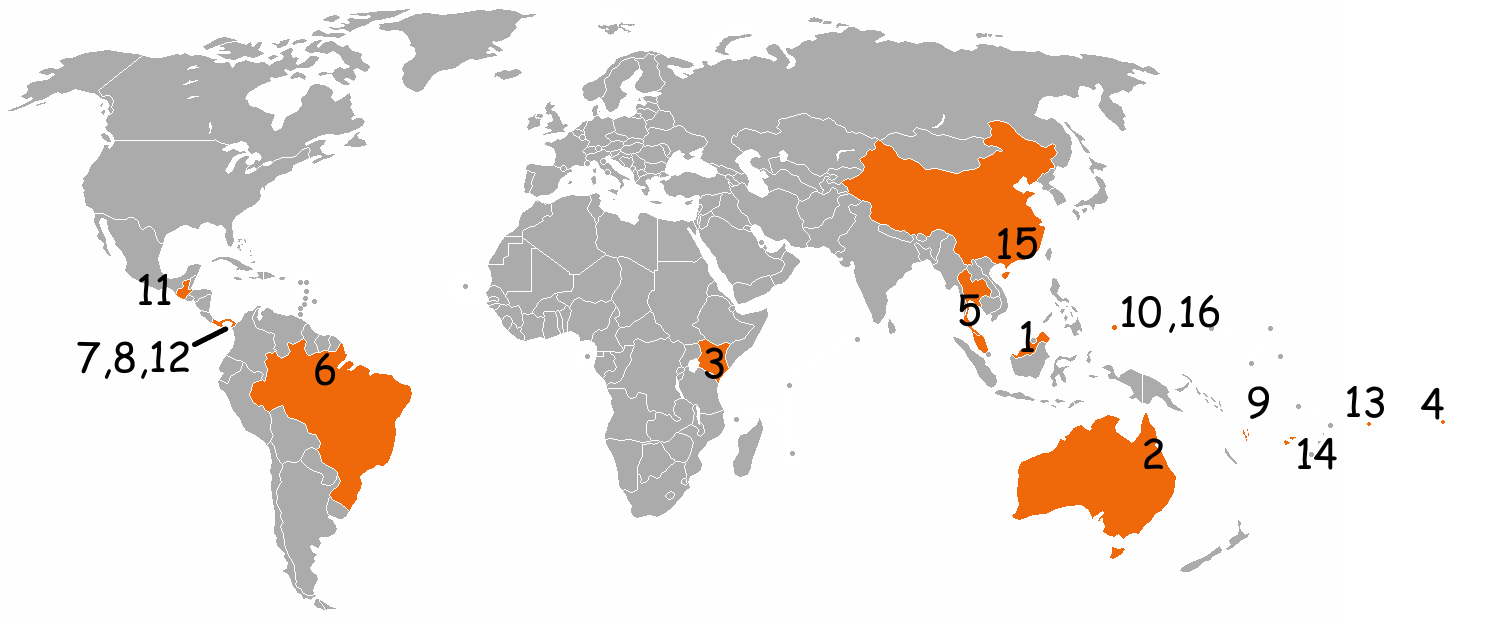
Lokality natáčení 1.–16. série

Kdo přežije se od první sezóny natáčelo na mnoha místech po celém světě, obvykle upřednostňuje teplé a tropické podnebí. Počínaje sezónou 19 se dvě série natáčely po sobě na stejném místě, aby byly vysílány ve stejném vysílacím roce. Od 33. řady se pořad natáčí na ostrovech Mamanuca na Fidži.
| Kontinent       | Místo                 | Místo                                         | Řada                                                                   |
| --------------- | --------------------- | --------------------------------------------- | ---------------------------------------------------------------------- |
| Afrika          | Gabon                 | Prezidentská rezervace Wonga-Wongue, Estuaire | 17                                                                     |
| Afrika          | Keňa                  | Národní rezervace Shaba                       | 3                                                                      |
| Asie            | Kambodža              | Koh Rong                                      | 31, 32                                                                 |
| Asie            | Čína                  | Mount Lu West Sea, Ťiou-ťiang                 | 15                                                                     |
| Asie            | Malajsie              | Pulau Tiga, Sabah                             | 1                                                                      |
| Asie            | Filipíny              | Caramoan, Camarines Sur                       | 25, 26                                                                 |
| Asie            | Filipíny              | Ostrov Palaui, Cagayan                        | 27, 28                                                                 |
| Asie            | Thajsko               | Ko Tarutao                                    | 5                                                                      |
| Severní Amerika | Guatemala             | Národní park Yaxhá-Nakúm-Naranjo, Petén       | 11                                                                     |
| Severní Amerika | Nikaragua             | San Juan del Sur                              | 21, 22, 29, 30                                                         |
| Severní Amerika | Panama                | Perlové souostroví                            | 7, 8, 12                                                               |
| Oceánie         | Austrálie             | Herbert River v Goshen Station, Queensland    | 2                                                                      |
| Oceánie         | Cookovy ostrovy       | Aitutaki                                      | 13                                                                     |
| Oceánie         | Fidži                 | Macuata                                       | 14                                                                     |
| Oceánie         | Fidži                 | Souostroví Mamanuca                           | 33, 34, 35, 36, 37, 38, 39, 40, 41, 42, 43, 44, 45, 46, 47, 48, 49, 50 |
| Oceánie         | Francouzská Polynésie | Nuku Hiva, Markézy                            | 4                                                                      |
| Oceánie         | Palau                 | Koror                                         | 10, 16                                                                 |
| Oceánie         | Samoa                 | Upolu                                         | 19, 20, 23, 24                                                         |
| Oceánie         | Vanuatu               | Efate                                         | 9                                                                      |
| Jižní Amerika   | Brazílie              | Rio Negro, Amazonas                           | 6                                                                      |
| Jižní Amerika   | Brazílie              | Jalapão, Tocantins                            | 18                                                                     |